# Béruges
Béruges ist eine französische Gemeinde mit 1.538 Einwohnern (Stand: 1. Januar 2022) im Département Vienne in der Region Nouvelle-Aquitaine. Béruges gehört zum Arrondissement Arrondissement Poitiers und zum Kanton Vouneuil-sous-Biard (bis 2015: Kanton Vouillé). Die Einwohner werden Bérugeois genannt.

## Geographie
Béruges liegt etwa zehn Kilometer westlich von Poitiers am Ufer des Flusses Boivre. Umgeben wird Béruges von den Nachbargemeinden
- Quinçay im Norden,
- Vouneuil-sous-Biard im Osten und Nordosten,
- Fontaine-le-Comte im Osten,
- Coulombiers im Süden und Südwesten,
- Boivre-la-Vallée mit La Chapelle-Montreuil im Westen und Südwesten und Montreuil-Bonnin im Westen,
- Vouillé im Nordwesten.

## Bevölkerungsentwicklung
| Jahr                      | 1962 | 1968 | 1975 | 1982 | 1990 | 1999 | 2006 | 2013 |
| Einwohner                 | 654  | 629  | 556  | 749  | 1050 | 1103 | 1250 | 1332 |
| Quelle: Cassini und INSEE |      |      |      |      |      |      |      |      |

## Wirtschaft und Verkehr
Das Gemeindegebiet wird im Süden von der Autobahn A 10 (L'Aquitaine) durchschnitten.

## Sehenswürdigkeiten
- Kirche Sacré-Cœur
- Abteikirche Notre-Dame
- Kloster Le Pin

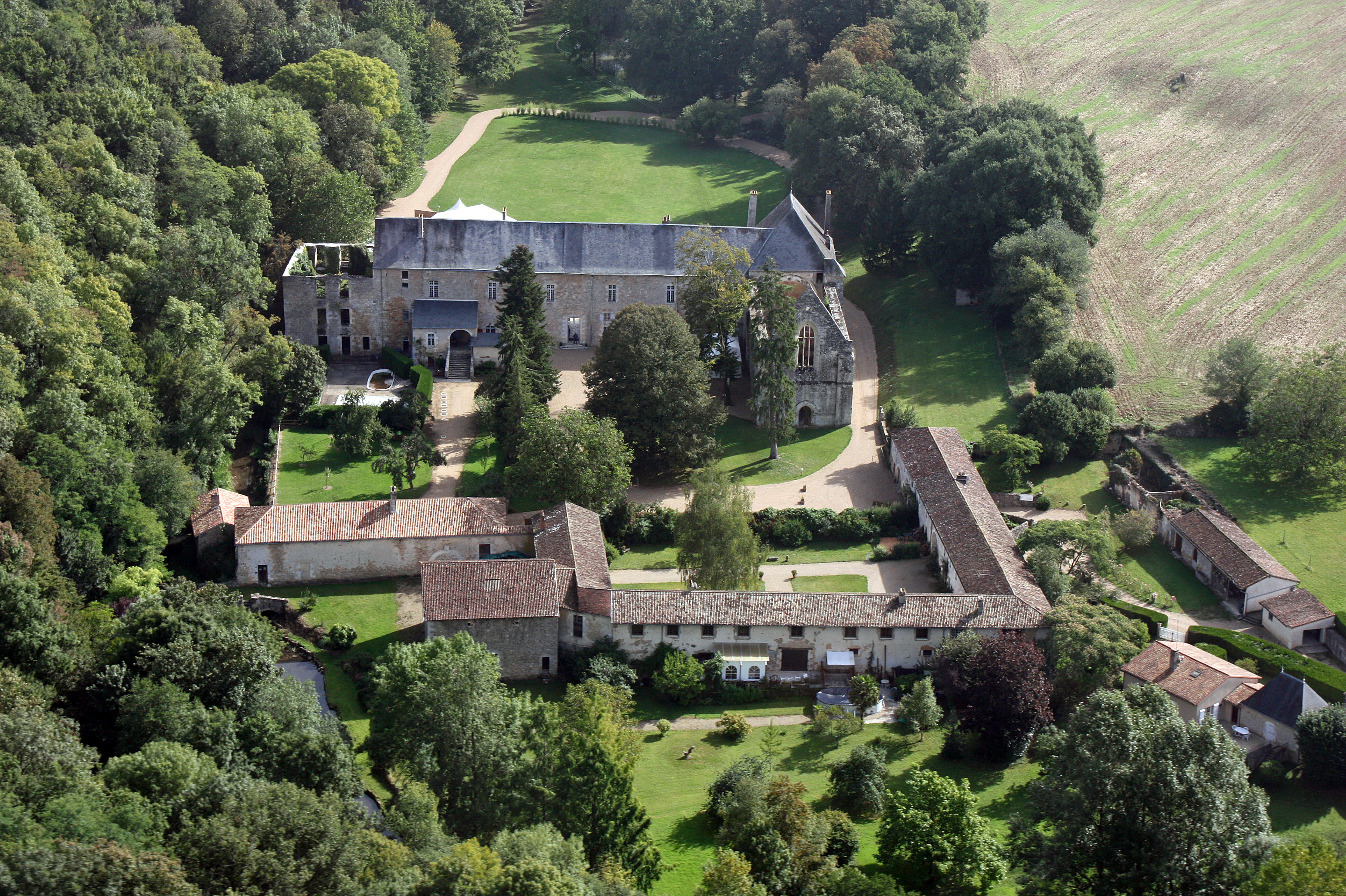
Kloster Le Pin

- Schloss Béruges aus dem 19. Jahrhundert
- Burgruine
- Schloss Épinay
- Schloss La Raudière
- Schloss Visais
- Musée archéologique et historique

## Gemeindepartnerschaften
Mit der spanischen Gemeinde Avinyonet del Penedès in Katalonien besteht eine Partnerschaft.

## Persönlichkeiten
- William Edward Willoughby Petter (1908–1968), Luftfahrtingenieur